# 起亞福瑞迪
起亞福瑞迪（Kia Forte）是韩国汽车制造商起亚汽车自2008年中期开始生产的一款紧凑型轿车。它有两门轿跑车、四门轿车、五门掀背等车型。

## 外部鏈接
- 官方网站 (韓國)
- 官方网站 (美國)